# کاپیتانخو (سانتاندر)
کاپیتانخو (انگلیسی: Capitanejo, Santander) یک منطقه مسکونی در کلمبیا است.